# Taghi Rahmani
Taghi Rahmani (in persiano تقی رحمانی‎; Takestan, 1959) è un giornalista e attivista iraniano, definito «il giornalista più spesso incarcerato» da Reporter senza frontiere.

## Biografia
Arrestato per la prima volta all'età di 15 anni (ultimi anni al potere dello scià Pahlavi), dal 1981 al 2005 Rahmani ha trascorso circa cinquemila giorni in carcere.
Nel 2012 viene esiliato in Francia, dove vive con i due figli mentre la moglie Narges Mohammadi è ancora imprigionata in Iran.
Nel dicembre 2022, durante le proteste per la morte di Mahsa Amini duramente represse dalle autorità, Rahmani si rivolge al Parlamento europeo chiedendo maggiore supporto per i manifestanti.